# نطاق حركي
النطاق الحركي (بالإنجليزية: Range of motion)‏ هو المسافة الخطية أو الزاوية التي يمكن لجسم متحرك أن يقطعها عادة أثناء ارتباطه بشكل صحيح بجسم آخر. في
علم الميكانيكا الحيوية وتمارين القوة، يُشير النطاق الحركي إلى المسافة الزاوية والاتجاه الذي يمكن أن يتحرك فيه المفصل بين وضعي الثني والتمديد. وتُعرف محاولات زيادة هذه المسافة من خلال التمارين العلاجية (علاج النطاق الحركي—التمدد من الثني إلى التمديد لتحقيق فائدة فسيولوچية) أيضًا أحيانًا باسم مدى الحركة. في الهندسة الميكانيكية، يُستخدم المصطلح بشكل خاص عند الحديث عن الأجهزة الميكانيكيّة، مثل مقبض التحكم في مستوى الصوت (ويُسمى ايضًا نطاق السفر).

## الميكانيكا الحيوية

### قياس النطاق الحركي
لكل مفصل من مفاصل الجسم نطاق حركي طبيعي يُعبر عنه بالدرجات. وتختلف القيم المرجعية للنطاق الحركي الطبيعي قليلاً حسب العمر والجنس. فعلى سبيال المثال: مع التقدم في العمر، يفقد الشخص عادةً جزءًا صغيرًا من النطاق الحركي. في الأجهزة التقليدية واليدوية المستخدمة لقياس النطاق الحركي في مفاصل الجسم تشمل (الجوْنيومتر والإنكلينوميتر)، والتي تستخدم ذراعًا ثابتة، ومنقلة، ومحورًا، وذراعًا متحركًا لقياس الزاوية من محور المفصل. ونظرًا لاختلاف النتائج حسب درجة المقاومة، غالبًا ما يتم تسجيل مستويين من النطاق الحركي. في التقنيات الحديثة: مثل تقنية التقاط الحركة ثلاثية الأبعاد، فقد أتاحت إمكانية قياس مفاصل متعددة في الوقت نفسه، مما يُستخدم في تقييم النطاق الحركي النشط للمريض بدقة عالية.

### النطاق الحركي المُقيد
يُشير النطاق الحركي المُقيد إلي إنخفاض قدرة المفصل على الحركة، وقد يكون هذا الانحفاض ناتج عن مشكلة في خاصة بالمفصل او ربما تكون بسبب إصابة او بعض الامراض مثل التهاب المفاصل التنكسي، التهاب المفاصل الروماتويدي او انواع أخرى من التهابات المفاصل. الآلم، التورم والتصلب المصاحب لالتهاب المفاصل يمكن أن يُقيد النطاق الحركي في مفصل معين، مما يُؤثر على وظيفته وقدرة الشخص علي أداء أنشطته اليومية. النطاق الحركي المُقيد يمكن أن يُؤثر علي التمدد و إنثناء المفصل. فإذا كان هناك تقييد في التمدد، يُطلق عليه (تقلص الثني أو إعاقة الإنثناء). وإذا كان هناك قصور في الثني، ويُسمى (نطاق ثني محدود او نقص في مدى الثني).

### تمارين النطاق الحركي
يمكن أن تساعد جلسات العلاج الطبيعي والعلاج الوظيفي في تحسين وظيفة المفاصل من خلال التركيز على تمارين مدى الحركة. وتهدف هذه التمارين إلى زيادة مدى الحركة بلطف مع تقليل الألم، والتورم، والتصلب. وتنقسم تمارين مدى الحركة إلى ثلاثة أنواع:
1. النطاق الحركي السلبي (بالإنجليزية: PROM)‏، يُحرّك المعالج أو الجهاز المفصل خلال مدى حركته دون أي جهد من المريض.
2. النطاق الحركي النشط المدعوم (بالإنجليزية: AAROM)‏، يستخدم المريض العضلات المحيطة بالمفصل لأداء التمرين، ولكن يحتاج إلى بعض المساعدة من المعالج أو جهاز (مثل الحزام).
3. النطاق الحركي النشط (بالإنجليزية: AROM)‏، يُجري المريض التمرين لتحريك المفصل دون أي مساعدة للعضلات المحيطة بالمفصل.